# 那覇市立鏡原中学校
那覇市立鏡原中学校（なはしりつ きょうはらちゅうがっこう）は、沖縄県那覇市鏡原町にある市立中学校。

## 沿革
- 1978年(昭和53年)4月1日-開校

## 通学区域
字小禄1番地～447番地、520番地～553番地、556番地～557番地、559番地～585番地、587番地、595番地～602番地、611番地、619番地、631番地～633番地、635番地～644番地、646番地～700番地、703番地～706番地、710番地～711番地、728番地～729番地、732番地、750番地～765番地、794番地～800番地、950番地、992番地～993番地、1000番地、1059番地、1061番地～1212番地、1238番地～1241番地、1280番地～1285番地、1287番地～1307番地、1344番地～1351番地、1353番地～1354番地、1363番地～1388番地、1394番地～1399番地、1401番地～1407番地、1410番地、1412番地、1422番地～1444番地、1448番地、1450番地、1454番地～1456番地、1458番地～1478番地、1481番地～1541番地、1594番地、1596番地～1667番地、小禄1丁目～2丁目(全部)、小禄3丁目1番地～10番地、小禄4丁目1番地～2番地、14番地～18番地、20番地12～20番地14、小禄5丁目1番地～17番地、奥武山町(全部)、垣花町(全部)、字鏡水(全部)、鏡原町(全部)、住吉町(全部)、字田原1番地～105番地、296番地～323番地、326番地～327番地、332番地～334番地、427番地～430番地、田原2丁目1番地～8番地、山下町(全部)